# Arianda Sodi
Arianda Sodi, nombre artístico de Ariel Cerda, es una drag queen chilena, concursante en la primera y segunda temporada de The Switch Drag Race.

## Primeros años
Ariel comenzó a experimentar con las expresiones de género en su infancia, entre los 10 y 12 años, cuando comenzó a usar maquillaje y la ropa de las distintas mujeres de su familia. Durante esta etapa sufrió discriminación tanto familiar como por parte de sus vecinos, debido a su expresión y a su orientación sexual, sufriendo también malos tratos por parte de su padre.

## Carrera
En 2011 actuó en Arica, realizando un show como doble de la cantante Thalía. 4 años después, en agosto de 2015, fue anunciada como una de las 14 concursantes de la primera temporada de The Switch Drag Race, spin-off chileno del programa estadounidense RuPaul's Drag Race. Tras su paso por el programa en 2016 se anunció su regreso al programa para competir de nueva, esta vez en la segunda temporada, que finalmente vio su estreno en 2018.
En 2019 fue ganadora del Premio Francis Francois al mejor transformista. También el 11 de octubre de ese mismo año abrió el programa Sigamos de largo con la colaboración de la transformista Sofía Camará y el periodista Sergio Lagos.
En 2021 compitió en un episodio del programa de telerrealidad chileno The covers, en el que realizó una imitación de la cantante y actriz Yuri.

## Filmografía

### Televisión
| Año       | Título               | Papel      | Notas        |
| --------- | -------------------- | ---------- | ------------ |
| 2008      | La ofis              | Travesti   | 1 episodio   |
| 2010      | 40 y tantos          | Travesti   | 1 episodio   |
| 2015      | Valió la pena        | Charlie    | 1 episodio   |
| 2015-2018 | The Switch Drag Race | Ella misma | 23 episodios |
| 2019      | Sigamos de largo     | Ella misma | 1 episodio   |
| 2021      | The covers           | Ella misma | 1 episodio   |